# Affieux
Affieux es una comuna francesa situada en el departamento de Corrèze, en la región de Nueva Aquitania.

## Demografía
| 358 | 432 | 357 | 356 | 358 | 349 | 367 |
| Para los censos de 1962 a 1999 la población legal corresponde a la población sin duplicidades (Fuente: INSEE [Consultar]) |     |     |     |     |     |     |